# Gobierno de Rusia del Sur
EI Gobierno del Sur de Rusia fue el gobierno del comandante en jefe de las Fuerzas Armadas del Sur de Rusia, general Wrangel en Crimea, formado después de la renuncia voluntaria el 22 de marzo de 1920 del general Denikin, y existió desde abril hasta noviembre de 1920. El puesto de  jefe de gobierno lo ocupó Krivoshein, un destacado estadista de Rusia. Reconocido por la República Francesa.

## Historia
Establecido en febrero de 1920 en Sebastopol, el 11 de abril de 1920 como un consejo de jefes de departamento, en aquel entonces era un consejo bajo el mando del comandante en jefe de toda Rusia, Peter Wrangel. En agosto, el consejo recibió el título de "Gobierno de Rusia del Sur", reconocido oficialmente por Francia el 10 de agosto de 1920.
El general Pyotr Wrangel era llamado el pravitel' (правитель, "gobernante")  mientras que el jefe del propio gobierno era el presidente del Consejo de Ministros, Alexander Krivoshein, con Peter Berngardovich Struve como ministro de Asuntos Exteriores. El gobierno adoptó oficialmente el nombre de "Gobierno de Rusia del Sur" el 16 de agosto de 1920 y controlaba el área de la Gobernación de Taurida del antiguo Imperio Ruso, es decir, la península de Crimea y las áreas adyacentes del continente.
El Gobierno de Rusia del Sur recibió ayuda de las potencias aliadas, incluida Francia (que lo reconoció en agosto de 1920) y los Estados Unidos, así como de la recién independizada Polonia. Sin embargo, el apoyo extranjero se secó gradualmente, por lo que las ofensivas de las antiguas Fuerzas Armadas del Sur de Rusia y el Ejército de Voluntarios, ahora llamado Ejército Ruso, fracasaron en el norte de Taurida .
A principios de noviembre con la operación Perekop-Chongar, los bolcheviques obtuvieron victorias decisivas y entraron en Crimea. Entre el 7 y el 17 de noviembre se rompieron las defensas del ejército ruso en el istmo de Perekop. Después de abrirse paso en Perekop, el frente avanzó hacia Crimea. Wrangel inició una evacuación de 146.000 personas a Constantinopla y los últimos barcos partieron el 16 de noviembre. Con esta retirada, los restos finales de las fuerzas blancas en la Rusia europea fueron derrotados. 

## Composición
- Presidente del Consejo de Ministros: Krivoshein;
- Ministro de Relaciones Exteriores: Struve;
- Ministro de Comercio e Industria: Nalbandov;
- jefe del departamento militar: Nikolsky;
- Ministro de Justicia: Tagantsev;
- Ministro de Agricultura y Ordenación Territorial: Glinka;
- Ministro de Hacienda :Bernatsky;
- jefe del departamento civil: Tverskoy;
- controlador estatal: Savich.

## Política gubernamental
El gobierno buscó evitar los errores de sus antecesores, quienes se ubicaron en posiciones  "no predecisión", por lo que pospuso la solución de muchos temas importantes hasta la celebración de la Asamblea Nacional Constituyente, e implementó activamente una serie de reformas, buscando mejorar la situación material y social de los habitantes de la península de Crimea y el norte de Tavria .
Cesó sus actividades en noviembre de 1920 en relación con la derrota del ejército ruso y la evacuación de los restos de tropas y parte de la población civil de la península de Crimea. Como resultado, la mayoría de las reformas quedaron inconclusas.
Reforma agraria
Con la participación de Krivoshein, se aprobaron varios proyectos de leyes agrarias,  el central fue la “Ley de Tierras”, aprobada por el Gobierno el 25 de mayo de 1920. Según esta ley, parte de las tierras de los terratenientes pasaban a ser propiedad de los campesinos con la redención de tierras equivalentes a cinco veces el valor de la cosecha a plazos durante 25 años. De hecho, el Gobierno reconoció como legal la expropiación de latifundios por parte de los campesinos en los primeros años posteriores a la revolución a cambio de pagos en efectivo o alimentos a favor del Estado  .
Reforma administrativa
Se llevó a cabo una reforma administrativa ("Ley sobre volost zemstvos y comunidades rurales") basada en propietarios ricos de tierras, se adoptaron una serie de disposiciones sobre la autonomía regional de las tierras cosacas. Aparecieron elementos de la legislación laboral que protegían los derechos de los trabajadores de las fábricas de la arbitrariedad de los propietarios de las fábricas, mientras que en la práctica las protestas de los trabajadores fueron severamente reprimidas  .
Finanzas
La implementación de las reformas se vio complicada por la aguda crisis financiera. La ayuda aliada fue claramente insuficiente. La única fuente de ingresos para el gobierno eran los impuestos sobre la población. El ministro de Finanzas introdujo un impuesto sobre las ventas, cuya peor parte recayó en los más pobres de la población. El gobierno no vio otra forma de cubrir los gastos, salvo la emisión exagerada de dinero. Durante 1920, se imprimieron 176 mil millones de rublos, lo que provocó un fuerte aumento de los precios. Bernatsky planeó llevar a cabo la devaluación del rublo, para lo cual se ordenó en Inglaterra la impresión de nuevos rublos por un monto de 22 mil millones de rublos, pero este planunca v implementó .